# جونغ ين هو
جونغ يونهو (هانغل: 정윤호) (من مواليد 06 فبراير 1986) في غوانغجو، كوريا الجنوبية. هو مغني وعارض أزياء وممثل وكوري جنوبي بدأ مسيرته الفنية عام 2003. وهو عضو في فرقة تي في أكس كيو / دبسك.

## السيرة الذاتية
ولد ونشأ في جوانغجو، كوريا الجنوبية. لديه أخت أصغر سنا، هي يونغ جي هاي. عمل العديد من أفراد أسرة جونغ في مجال القانون وعندما كان صغيرا كان يريد أن يكون مدعي عام. في سن الثالثة عشرة التحق بشركة إس إم إنترتينمنت، بعد أن فاز في مسابقة رقص.

## المسيرة الفنية
قائد (TVXQ) بالصيني و( dbsk) بالكوري و( thsk )

## روابط خارجية
- جونغ ين هو على موقع IMDb (الإنجليزية)
- جونغ ين هو على موقع ميوزك برينز (الإنجليزية)
- جونغ ين هو على موقع ميوزك برينز (الإنجليزية)
- جونغ ين هو على موقع ديسكوغز (الإنجليزية)
- جونغ ين هو على موقع ديسكوغز (الإنجليزية)
- جونغ ين هو على موقع قاعدة بيانات الفيلم (الإنجليزية)